# Adjudication (échecs)
Pour les articles homonymes, voir Adjudication.
Aux échecs, l'adjudication est la prise de décision par un tiers impartial au sujet du résultat d'une partie qui n'a pas pu arriver à son terme. Cette pratique peut par exemple se révéler nécessaire quand un des deux joueurs meurt ou, dans le jeu par correspondance, arrête de répondre aux coups de son adversaire au lieu d'abandonner.
La procédure d'adjudication, rare dans l'histoire, et aujourd'hui désuète avec l'analyse informatique, consiste pour un directeur de tournoi ou un fort joueur à déclarer, après analyse, que la position finale est gagnante pour un des deux joueurs ou bien à déclarer que la position est celle d'une partie nulle. L'adjudicateur suppose que les deux joueurs jouent « parfaitement », autrement dit qu'ils détiennent la force échiquéenne d'un Grand maître international.
Si un adversaire meurt ou se retire et qu'il n'y a pas de remplaçant (comme dans le jeu en équipe), la Correspondance Chess League of America attribue une victoire sans classement à ses adversaires restants. Les résultats survenus avant un décès ou un retrait ne sont pas effacés (c'est pourquoi il est déconseillé de proposer précocement la partie nulle). Les joueurs ont la possibilité de demander une adjudication pour avoir un résultat avec classement, bien qu'il faille ici faire preuve de prudence.
L'adjudication d'une partie ne peut avoir lieu que lorsqu'un des joueurs en fait la demande. Bien sûr, ce n'est pas une bonne idée de la demander lorsqu'on a joué des gambits, opéré des combinaisons ou effectué des « sacrifices positionnels » avant que l'adversaire meure ou se retire inopinément.

## Partie d'exemple
Robert J. Kermeen - Charles William Warburton, Angleterre, Championnat NCCU (Northern Counties Chess Union), partie par correspondance, 1963-1964
|   | a | b | c | d | e | f | g | h |   |
| 8 | Pion noir sur case blanche b7 · Roi noir sur case blanche f7 · Pion noir sur case blanche a6 · Pion noir sur case blanche c6 · Pion noir sur case noire d6 · Pion blanc sur case blanche f5 · Pion noir sur case blanche h5 · Pion blanc sur case blanche c4 · Pion noir sur case blanche e4 · Fou blanc sur case noire c3 · Dame noire sur case noire g3 · Pion blanc sur case blanche h3 · Pion blanc sur case blanche a2 · Pion blanc sur case noire b2 · Tour blanche sur case noire f2 · Fou blanc sur case blanche g2 · Roi blanc sur case noire g1 | Pion noir sur case blanche b7 · Roi noir sur case blanche f7 · Pion noir sur case blanche a6 · Pion noir sur case blanche c6 · Pion noir sur case noire d6 · Pion blanc sur case blanche f5 · Pion noir sur case blanche h5 · Pion blanc sur case blanche c4 · Pion noir sur case blanche e4 · Fou blanc sur case noire c3 · Dame noire sur case noire g3 · Pion blanc sur case blanche h3 · Pion blanc sur case blanche a2 · Pion blanc sur case noire b2 · Tour blanche sur case noire f2 · Fou blanc sur case blanche g2 · Roi blanc sur case noire g1 | Pion noir sur case blanche b7 · Roi noir sur case blanche f7 · Pion noir sur case blanche a6 · Pion noir sur case blanche c6 · Pion noir sur case noire d6 · Pion blanc sur case blanche f5 · Pion noir sur case blanche h5 · Pion blanc sur case blanche c4 · Pion noir sur case blanche e4 · Fou blanc sur case noire c3 · Dame noire sur case noire g3 · Pion blanc sur case blanche h3 · Pion blanc sur case blanche a2 · Pion blanc sur case noire b2 · Tour blanche sur case noire f2 · Fou blanc sur case blanche g2 · Roi blanc sur case noire g1 | Pion noir sur case blanche b7 · Roi noir sur case blanche f7 · Pion noir sur case blanche a6 · Pion noir sur case blanche c6 · Pion noir sur case noire d6 · Pion blanc sur case blanche f5 · Pion noir sur case blanche h5 · Pion blanc sur case blanche c4 · Pion noir sur case blanche e4 · Fou blanc sur case noire c3 · Dame noire sur case noire g3 · Pion blanc sur case blanche h3 · Pion blanc sur case blanche a2 · Pion blanc sur case noire b2 · Tour blanche sur case noire f2 · Fou blanc sur case blanche g2 · Roi blanc sur case noire g1 | Pion noir sur case blanche b7 · Roi noir sur case blanche f7 · Pion noir sur case blanche a6 · Pion noir sur case blanche c6 · Pion noir sur case noire d6 · Pion blanc sur case blanche f5 · Pion noir sur case blanche h5 · Pion blanc sur case blanche c4 · Pion noir sur case blanche e4 · Fou blanc sur case noire c3 · Dame noire sur case noire g3 · Pion blanc sur case blanche h3 · Pion blanc sur case blanche a2 · Pion blanc sur case noire b2 · Tour blanche sur case noire f2 · Fou blanc sur case blanche g2 · Roi blanc sur case noire g1 | Pion noir sur case blanche b7 · Roi noir sur case blanche f7 · Pion noir sur case blanche a6 · Pion noir sur case blanche c6 · Pion noir sur case noire d6 · Pion blanc sur case blanche f5 · Pion noir sur case blanche h5 · Pion blanc sur case blanche c4 · Pion noir sur case blanche e4 · Fou blanc sur case noire c3 · Dame noire sur case noire g3 · Pion blanc sur case blanche h3 · Pion blanc sur case blanche a2 · Pion blanc sur case noire b2 · Tour blanche sur case noire f2 · Fou blanc sur case blanche g2 · Roi blanc sur case noire g1 | Pion noir sur case blanche b7 · Roi noir sur case blanche f7 · Pion noir sur case blanche a6 · Pion noir sur case blanche c6 · Pion noir sur case noire d6 · Pion blanc sur case blanche f5 · Pion noir sur case blanche h5 · Pion blanc sur case blanche c4 · Pion noir sur case blanche e4 · Fou blanc sur case noire c3 · Dame noire sur case noire g3 · Pion blanc sur case blanche h3 · Pion blanc sur case blanche a2 · Pion blanc sur case noire b2 · Tour blanche sur case noire f2 · Fou blanc sur case blanche g2 · Roi blanc sur case noire g1 | Pion noir sur case blanche b7 · Roi noir sur case blanche f7 · Pion noir sur case blanche a6 · Pion noir sur case blanche c6 · Pion noir sur case noire d6 · Pion blanc sur case blanche f5 · Pion noir sur case blanche h5 · Pion blanc sur case blanche c4 · Pion noir sur case blanche e4 · Fou blanc sur case noire c3 · Dame noire sur case noire g3 · Pion blanc sur case blanche h3 · Pion blanc sur case blanche a2 · Pion blanc sur case noire b2 · Tour blanche sur case noire f2 · Fou blanc sur case blanche g2 · Roi blanc sur case noire g1 | 8 |
| 7 | Pion noir sur case blanche b7 · Roi noir sur case blanche f7 · Pion noir sur case blanche a6 · Pion noir sur case blanche c6 · Pion noir sur case noire d6 · Pion blanc sur case blanche f5 · Pion noir sur case blanche h5 · Pion blanc sur case blanche c4 · Pion noir sur case blanche e4 · Fou blanc sur case noire c3 · Dame noire sur case noire g3 · Pion blanc sur case blanche h3 · Pion blanc sur case blanche a2 · Pion blanc sur case noire b2 · Tour blanche sur case noire f2 · Fou blanc sur case blanche g2 · Roi blanc sur case noire g1 | Pion noir sur case blanche b7 · Roi noir sur case blanche f7 · Pion noir sur case blanche a6 · Pion noir sur case blanche c6 · Pion noir sur case noire d6 · Pion blanc sur case blanche f5 · Pion noir sur case blanche h5 · Pion blanc sur case blanche c4 · Pion noir sur case blanche e4 · Fou blanc sur case noire c3 · Dame noire sur case noire g3 · Pion blanc sur case blanche h3 · Pion blanc sur case blanche a2 · Pion blanc sur case noire b2 · Tour blanche sur case noire f2 · Fou blanc sur case blanche g2 · Roi blanc sur case noire g1 | Pion noir sur case blanche b7 · Roi noir sur case blanche f7 · Pion noir sur case blanche a6 · Pion noir sur case blanche c6 · Pion noir sur case noire d6 · Pion blanc sur case blanche f5 · Pion noir sur case blanche h5 · Pion blanc sur case blanche c4 · Pion noir sur case blanche e4 · Fou blanc sur case noire c3 · Dame noire sur case noire g3 · Pion blanc sur case blanche h3 · Pion blanc sur case blanche a2 · Pion blanc sur case noire b2 · Tour blanche sur case noire f2 · Fou blanc sur case blanche g2 · Roi blanc sur case noire g1 | Pion noir sur case blanche b7 · Roi noir sur case blanche f7 · Pion noir sur case blanche a6 · Pion noir sur case blanche c6 · Pion noir sur case noire d6 · Pion blanc sur case blanche f5 · Pion noir sur case blanche h5 · Pion blanc sur case blanche c4 · Pion noir sur case blanche e4 · Fou blanc sur case noire c3 · Dame noire sur case noire g3 · Pion blanc sur case blanche h3 · Pion blanc sur case blanche a2 · Pion blanc sur case noire b2 · Tour blanche sur case noire f2 · Fou blanc sur case blanche g2 · Roi blanc sur case noire g1 | Pion noir sur case blanche b7 · Roi noir sur case blanche f7 · Pion noir sur case blanche a6 · Pion noir sur case blanche c6 · Pion noir sur case noire d6 · Pion blanc sur case blanche f5 · Pion noir sur case blanche h5 · Pion blanc sur case blanche c4 · Pion noir sur case blanche e4 · Fou blanc sur case noire c3 · Dame noire sur case noire g3 · Pion blanc sur case blanche h3 · Pion blanc sur case blanche a2 · Pion blanc sur case noire b2 · Tour blanche sur case noire f2 · Fou blanc sur case blanche g2 · Roi blanc sur case noire g1 | Pion noir sur case blanche b7 · Roi noir sur case blanche f7 · Pion noir sur case blanche a6 · Pion noir sur case blanche c6 · Pion noir sur case noire d6 · Pion blanc sur case blanche f5 · Pion noir sur case blanche h5 · Pion blanc sur case blanche c4 · Pion noir sur case blanche e4 · Fou blanc sur case noire c3 · Dame noire sur case noire g3 · Pion blanc sur case blanche h3 · Pion blanc sur case blanche a2 · Pion blanc sur case noire b2 · Tour blanche sur case noire f2 · Fou blanc sur case blanche g2 · Roi blanc sur case noire g1 | Pion noir sur case blanche b7 · Roi noir sur case blanche f7 · Pion noir sur case blanche a6 · Pion noir sur case blanche c6 · Pion noir sur case noire d6 · Pion blanc sur case blanche f5 · Pion noir sur case blanche h5 · Pion blanc sur case blanche c4 · Pion noir sur case blanche e4 · Fou blanc sur case noire c3 · Dame noire sur case noire g3 · Pion blanc sur case blanche h3 · Pion blanc sur case blanche a2 · Pion blanc sur case noire b2 · Tour blanche sur case noire f2 · Fou blanc sur case blanche g2 · Roi blanc sur case noire g1 | Pion noir sur case blanche b7 · Roi noir sur case blanche f7 · Pion noir sur case blanche a6 · Pion noir sur case blanche c6 · Pion noir sur case noire d6 · Pion blanc sur case blanche f5 · Pion noir sur case blanche h5 · Pion blanc sur case blanche c4 · Pion noir sur case blanche e4 · Fou blanc sur case noire c3 · Dame noire sur case noire g3 · Pion blanc sur case blanche h3 · Pion blanc sur case blanche a2 · Pion blanc sur case noire b2 · Tour blanche sur case noire f2 · Fou blanc sur case blanche g2 · Roi blanc sur case noire g1 | 7 |
| 6 | Pion noir sur case blanche b7 · Roi noir sur case blanche f7 · Pion noir sur case blanche a6 · Pion noir sur case blanche c6 · Pion noir sur case noire d6 · Pion blanc sur case blanche f5 · Pion noir sur case blanche h5 · Pion blanc sur case blanche c4 · Pion noir sur case blanche e4 · Fou blanc sur case noire c3 · Dame noire sur case noire g3 · Pion blanc sur case blanche h3 · Pion blanc sur case blanche a2 · Pion blanc sur case noire b2 · Tour blanche sur case noire f2 · Fou blanc sur case blanche g2 · Roi blanc sur case noire g1 | Pion noir sur case blanche b7 · Roi noir sur case blanche f7 · Pion noir sur case blanche a6 · Pion noir sur case blanche c6 · Pion noir sur case noire d6 · Pion blanc sur case blanche f5 · Pion noir sur case blanche h5 · Pion blanc sur case blanche c4 · Pion noir sur case blanche e4 · Fou blanc sur case noire c3 · Dame noire sur case noire g3 · Pion blanc sur case blanche h3 · Pion blanc sur case blanche a2 · Pion blanc sur case noire b2 · Tour blanche sur case noire f2 · Fou blanc sur case blanche g2 · Roi blanc sur case noire g1 | Pion noir sur case blanche b7 · Roi noir sur case blanche f7 · Pion noir sur case blanche a6 · Pion noir sur case blanche c6 · Pion noir sur case noire d6 · Pion blanc sur case blanche f5 · Pion noir sur case blanche h5 · Pion blanc sur case blanche c4 · Pion noir sur case blanche e4 · Fou blanc sur case noire c3 · Dame noire sur case noire g3 · Pion blanc sur case blanche h3 · Pion blanc sur case blanche a2 · Pion blanc sur case noire b2 · Tour blanche sur case noire f2 · Fou blanc sur case blanche g2 · Roi blanc sur case noire g1 | Pion noir sur case blanche b7 · Roi noir sur case blanche f7 · Pion noir sur case blanche a6 · Pion noir sur case blanche c6 · Pion noir sur case noire d6 · Pion blanc sur case blanche f5 · Pion noir sur case blanche h5 · Pion blanc sur case blanche c4 · Pion noir sur case blanche e4 · Fou blanc sur case noire c3 · Dame noire sur case noire g3 · Pion blanc sur case blanche h3 · Pion blanc sur case blanche a2 · Pion blanc sur case noire b2 · Tour blanche sur case noire f2 · Fou blanc sur case blanche g2 · Roi blanc sur case noire g1 | Pion noir sur case blanche b7 · Roi noir sur case blanche f7 · Pion noir sur case blanche a6 · Pion noir sur case blanche c6 · Pion noir sur case noire d6 · Pion blanc sur case blanche f5 · Pion noir sur case blanche h5 · Pion blanc sur case blanche c4 · Pion noir sur case blanche e4 · Fou blanc sur case noire c3 · Dame noire sur case noire g3 · Pion blanc sur case blanche h3 · Pion blanc sur case blanche a2 · Pion blanc sur case noire b2 · Tour blanche sur case noire f2 · Fou blanc sur case blanche g2 · Roi blanc sur case noire g1 | Pion noir sur case blanche b7 · Roi noir sur case blanche f7 · Pion noir sur case blanche a6 · Pion noir sur case blanche c6 · Pion noir sur case noire d6 · Pion blanc sur case blanche f5 · Pion noir sur case blanche h5 · Pion blanc sur case blanche c4 · Pion noir sur case blanche e4 · Fou blanc sur case noire c3 · Dame noire sur case noire g3 · Pion blanc sur case blanche h3 · Pion blanc sur case blanche a2 · Pion blanc sur case noire b2 · Tour blanche sur case noire f2 · Fou blanc sur case blanche g2 · Roi blanc sur case noire g1 | Pion noir sur case blanche b7 · Roi noir sur case blanche f7 · Pion noir sur case blanche a6 · Pion noir sur case blanche c6 · Pion noir sur case noire d6 · Pion blanc sur case blanche f5 · Pion noir sur case blanche h5 · Pion blanc sur case blanche c4 · Pion noir sur case blanche e4 · Fou blanc sur case noire c3 · Dame noire sur case noire g3 · Pion blanc sur case blanche h3 · Pion blanc sur case blanche a2 · Pion blanc sur case noire b2 · Tour blanche sur case noire f2 · Fou blanc sur case blanche g2 · Roi blanc sur case noire g1 | Pion noir sur case blanche b7 · Roi noir sur case blanche f7 · Pion noir sur case blanche a6 · Pion noir sur case blanche c6 · Pion noir sur case noire d6 · Pion blanc sur case blanche f5 · Pion noir sur case blanche h5 · Pion blanc sur case blanche c4 · Pion noir sur case blanche e4 · Fou blanc sur case noire c3 · Dame noire sur case noire g3 · Pion blanc sur case blanche h3 · Pion blanc sur case blanche a2 · Pion blanc sur case noire b2 · Tour blanche sur case noire f2 · Fou blanc sur case blanche g2 · Roi blanc sur case noire g1 | 6 |
| 5 | Pion noir sur case blanche b7 · Roi noir sur case blanche f7 · Pion noir sur case blanche a6 · Pion noir sur case blanche c6 · Pion noir sur case noire d6 · Pion blanc sur case blanche f5 · Pion noir sur case blanche h5 · Pion blanc sur case blanche c4 · Pion noir sur case blanche e4 · Fou blanc sur case noire c3 · Dame noire sur case noire g3 · Pion blanc sur case blanche h3 · Pion blanc sur case blanche a2 · Pion blanc sur case noire b2 · Tour blanche sur case noire f2 · Fou blanc sur case blanche g2 · Roi blanc sur case noire g1 | Pion noir sur case blanche b7 · Roi noir sur case blanche f7 · Pion noir sur case blanche a6 · Pion noir sur case blanche c6 · Pion noir sur case noire d6 · Pion blanc sur case blanche f5 · Pion noir sur case blanche h5 · Pion blanc sur case blanche c4 · Pion noir sur case blanche e4 · Fou blanc sur case noire c3 · Dame noire sur case noire g3 · Pion blanc sur case blanche h3 · Pion blanc sur case blanche a2 · Pion blanc sur case noire b2 · Tour blanche sur case noire f2 · Fou blanc sur case blanche g2 · Roi blanc sur case noire g1 | Pion noir sur case blanche b7 · Roi noir sur case blanche f7 · Pion noir sur case blanche a6 · Pion noir sur case blanche c6 · Pion noir sur case noire d6 · Pion blanc sur case blanche f5 · Pion noir sur case blanche h5 · Pion blanc sur case blanche c4 · Pion noir sur case blanche e4 · Fou blanc sur case noire c3 · Dame noire sur case noire g3 · Pion blanc sur case blanche h3 · Pion blanc sur case blanche a2 · Pion blanc sur case noire b2 · Tour blanche sur case noire f2 · Fou blanc sur case blanche g2 · Roi blanc sur case noire g1 | Pion noir sur case blanche b7 · Roi noir sur case blanche f7 · Pion noir sur case blanche a6 · Pion noir sur case blanche c6 · Pion noir sur case noire d6 · Pion blanc sur case blanche f5 · Pion noir sur case blanche h5 · Pion blanc sur case blanche c4 · Pion noir sur case blanche e4 · Fou blanc sur case noire c3 · Dame noire sur case noire g3 · Pion blanc sur case blanche h3 · Pion blanc sur case blanche a2 · Pion blanc sur case noire b2 · Tour blanche sur case noire f2 · Fou blanc sur case blanche g2 · Roi blanc sur case noire g1 | Pion noir sur case blanche b7 · Roi noir sur case blanche f7 · Pion noir sur case blanche a6 · Pion noir sur case blanche c6 · Pion noir sur case noire d6 · Pion blanc sur case blanche f5 · Pion noir sur case blanche h5 · Pion blanc sur case blanche c4 · Pion noir sur case blanche e4 · Fou blanc sur case noire c3 · Dame noire sur case noire g3 · Pion blanc sur case blanche h3 · Pion blanc sur case blanche a2 · Pion blanc sur case noire b2 · Tour blanche sur case noire f2 · Fou blanc sur case blanche g2 · Roi blanc sur case noire g1 | Pion noir sur case blanche b7 · Roi noir sur case blanche f7 · Pion noir sur case blanche a6 · Pion noir sur case blanche c6 · Pion noir sur case noire d6 · Pion blanc sur case blanche f5 · Pion noir sur case blanche h5 · Pion blanc sur case blanche c4 · Pion noir sur case blanche e4 · Fou blanc sur case noire c3 · Dame noire sur case noire g3 · Pion blanc sur case blanche h3 · Pion blanc sur case blanche a2 · Pion blanc sur case noire b2 · Tour blanche sur case noire f2 · Fou blanc sur case blanche g2 · Roi blanc sur case noire g1 | Pion noir sur case blanche b7 · Roi noir sur case blanche f7 · Pion noir sur case blanche a6 · Pion noir sur case blanche c6 · Pion noir sur case noire d6 · Pion blanc sur case blanche f5 · Pion noir sur case blanche h5 · Pion blanc sur case blanche c4 · Pion noir sur case blanche e4 · Fou blanc sur case noire c3 · Dame noire sur case noire g3 · Pion blanc sur case blanche h3 · Pion blanc sur case blanche a2 · Pion blanc sur case noire b2 · Tour blanche sur case noire f2 · Fou blanc sur case blanche g2 · Roi blanc sur case noire g1 | Pion noir sur case blanche b7 · Roi noir sur case blanche f7 · Pion noir sur case blanche a6 · Pion noir sur case blanche c6 · Pion noir sur case noire d6 · Pion blanc sur case blanche f5 · Pion noir sur case blanche h5 · Pion blanc sur case blanche c4 · Pion noir sur case blanche e4 · Fou blanc sur case noire c3 · Dame noire sur case noire g3 · Pion blanc sur case blanche h3 · Pion blanc sur case blanche a2 · Pion blanc sur case noire b2 · Tour blanche sur case noire f2 · Fou blanc sur case blanche g2 · Roi blanc sur case noire g1 | 5 |
| 4 | Pion noir sur case blanche b7 · Roi noir sur case blanche f7 · Pion noir sur case blanche a6 · Pion noir sur case blanche c6 · Pion noir sur case noire d6 · Pion blanc sur case blanche f5 · Pion noir sur case blanche h5 · Pion blanc sur case blanche c4 · Pion noir sur case blanche e4 · Fou blanc sur case noire c3 · Dame noire sur case noire g3 · Pion blanc sur case blanche h3 · Pion blanc sur case blanche a2 · Pion blanc sur case noire b2 · Tour blanche sur case noire f2 · Fou blanc sur case blanche g2 · Roi blanc sur case noire g1 | Pion noir sur case blanche b7 · Roi noir sur case blanche f7 · Pion noir sur case blanche a6 · Pion noir sur case blanche c6 · Pion noir sur case noire d6 · Pion blanc sur case blanche f5 · Pion noir sur case blanche h5 · Pion blanc sur case blanche c4 · Pion noir sur case blanche e4 · Fou blanc sur case noire c3 · Dame noire sur case noire g3 · Pion blanc sur case blanche h3 · Pion blanc sur case blanche a2 · Pion blanc sur case noire b2 · Tour blanche sur case noire f2 · Fou blanc sur case blanche g2 · Roi blanc sur case noire g1 | Pion noir sur case blanche b7 · Roi noir sur case blanche f7 · Pion noir sur case blanche a6 · Pion noir sur case blanche c6 · Pion noir sur case noire d6 · Pion blanc sur case blanche f5 · Pion noir sur case blanche h5 · Pion blanc sur case blanche c4 · Pion noir sur case blanche e4 · Fou blanc sur case noire c3 · Dame noire sur case noire g3 · Pion blanc sur case blanche h3 · Pion blanc sur case blanche a2 · Pion blanc sur case noire b2 · Tour blanche sur case noire f2 · Fou blanc sur case blanche g2 · Roi blanc sur case noire g1 | Pion noir sur case blanche b7 · Roi noir sur case blanche f7 · Pion noir sur case blanche a6 · Pion noir sur case blanche c6 · Pion noir sur case noire d6 · Pion blanc sur case blanche f5 · Pion noir sur case blanche h5 · Pion blanc sur case blanche c4 · Pion noir sur case blanche e4 · Fou blanc sur case noire c3 · Dame noire sur case noire g3 · Pion blanc sur case blanche h3 · Pion blanc sur case blanche a2 · Pion blanc sur case noire b2 · Tour blanche sur case noire f2 · Fou blanc sur case blanche g2 · Roi blanc sur case noire g1 | Pion noir sur case blanche b7 · Roi noir sur case blanche f7 · Pion noir sur case blanche a6 · Pion noir sur case blanche c6 · Pion noir sur case noire d6 · Pion blanc sur case blanche f5 · Pion noir sur case blanche h5 · Pion blanc sur case blanche c4 · Pion noir sur case blanche e4 · Fou blanc sur case noire c3 · Dame noire sur case noire g3 · Pion blanc sur case blanche h3 · Pion blanc sur case blanche a2 · Pion blanc sur case noire b2 · Tour blanche sur case noire f2 · Fou blanc sur case blanche g2 · Roi blanc sur case noire g1 | Pion noir sur case blanche b7 · Roi noir sur case blanche f7 · Pion noir sur case blanche a6 · Pion noir sur case blanche c6 · Pion noir sur case noire d6 · Pion blanc sur case blanche f5 · Pion noir sur case blanche h5 · Pion blanc sur case blanche c4 · Pion noir sur case blanche e4 · Fou blanc sur case noire c3 · Dame noire sur case noire g3 · Pion blanc sur case blanche h3 · Pion blanc sur case blanche a2 · Pion blanc sur case noire b2 · Tour blanche sur case noire f2 · Fou blanc sur case blanche g2 · Roi blanc sur case noire g1 | Pion noir sur case blanche b7 · Roi noir sur case blanche f7 · Pion noir sur case blanche a6 · Pion noir sur case blanche c6 · Pion noir sur case noire d6 · Pion blanc sur case blanche f5 · Pion noir sur case blanche h5 · Pion blanc sur case blanche c4 · Pion noir sur case blanche e4 · Fou blanc sur case noire c3 · Dame noire sur case noire g3 · Pion blanc sur case blanche h3 · Pion blanc sur case blanche a2 · Pion blanc sur case noire b2 · Tour blanche sur case noire f2 · Fou blanc sur case blanche g2 · Roi blanc sur case noire g1 | Pion noir sur case blanche b7 · Roi noir sur case blanche f7 · Pion noir sur case blanche a6 · Pion noir sur case blanche c6 · Pion noir sur case noire d6 · Pion blanc sur case blanche f5 · Pion noir sur case blanche h5 · Pion blanc sur case blanche c4 · Pion noir sur case blanche e4 · Fou blanc sur case noire c3 · Dame noire sur case noire g3 · Pion blanc sur case blanche h3 · Pion blanc sur case blanche a2 · Pion blanc sur case noire b2 · Tour blanche sur case noire f2 · Fou blanc sur case blanche g2 · Roi blanc sur case noire g1 | 4 |
| 3 | Pion noir sur case blanche b7 · Roi noir sur case blanche f7 · Pion noir sur case blanche a6 · Pion noir sur case blanche c6 · Pion noir sur case noire d6 · Pion blanc sur case blanche f5 · Pion noir sur case blanche h5 · Pion blanc sur case blanche c4 · Pion noir sur case blanche e4 · Fou blanc sur case noire c3 · Dame noire sur case noire g3 · Pion blanc sur case blanche h3 · Pion blanc sur case blanche a2 · Pion blanc sur case noire b2 · Tour blanche sur case noire f2 · Fou blanc sur case blanche g2 · Roi blanc sur case noire g1 | Pion noir sur case blanche b7 · Roi noir sur case blanche f7 · Pion noir sur case blanche a6 · Pion noir sur case blanche c6 · Pion noir sur case noire d6 · Pion blanc sur case blanche f5 · Pion noir sur case blanche h5 · Pion blanc sur case blanche c4 · Pion noir sur case blanche e4 · Fou blanc sur case noire c3 · Dame noire sur case noire g3 · Pion blanc sur case blanche h3 · Pion blanc sur case blanche a2 · Pion blanc sur case noire b2 · Tour blanche sur case noire f2 · Fou blanc sur case blanche g2 · Roi blanc sur case noire g1 | Pion noir sur case blanche b7 · Roi noir sur case blanche f7 · Pion noir sur case blanche a6 · Pion noir sur case blanche c6 · Pion noir sur case noire d6 · Pion blanc sur case blanche f5 · Pion noir sur case blanche h5 · Pion blanc sur case blanche c4 · Pion noir sur case blanche e4 · Fou blanc sur case noire c3 · Dame noire sur case noire g3 · Pion blanc sur case blanche h3 · Pion blanc sur case blanche a2 · Pion blanc sur case noire b2 · Tour blanche sur case noire f2 · Fou blanc sur case blanche g2 · Roi blanc sur case noire g1 | Pion noir sur case blanche b7 · Roi noir sur case blanche f7 · Pion noir sur case blanche a6 · Pion noir sur case blanche c6 · Pion noir sur case noire d6 · Pion blanc sur case blanche f5 · Pion noir sur case blanche h5 · Pion blanc sur case blanche c4 · Pion noir sur case blanche e4 · Fou blanc sur case noire c3 · Dame noire sur case noire g3 · Pion blanc sur case blanche h3 · Pion blanc sur case blanche a2 · Pion blanc sur case noire b2 · Tour blanche sur case noire f2 · Fou blanc sur case blanche g2 · Roi blanc sur case noire g1 | Pion noir sur case blanche b7 · Roi noir sur case blanche f7 · Pion noir sur case blanche a6 · Pion noir sur case blanche c6 · Pion noir sur case noire d6 · Pion blanc sur case blanche f5 · Pion noir sur case blanche h5 · Pion blanc sur case blanche c4 · Pion noir sur case blanche e4 · Fou blanc sur case noire c3 · Dame noire sur case noire g3 · Pion blanc sur case blanche h3 · Pion blanc sur case blanche a2 · Pion blanc sur case noire b2 · Tour blanche sur case noire f2 · Fou blanc sur case blanche g2 · Roi blanc sur case noire g1 | Pion noir sur case blanche b7 · Roi noir sur case blanche f7 · Pion noir sur case blanche a6 · Pion noir sur case blanche c6 · Pion noir sur case noire d6 · Pion blanc sur case blanche f5 · Pion noir sur case blanche h5 · Pion blanc sur case blanche c4 · Pion noir sur case blanche e4 · Fou blanc sur case noire c3 · Dame noire sur case noire g3 · Pion blanc sur case blanche h3 · Pion blanc sur case blanche a2 · Pion blanc sur case noire b2 · Tour blanche sur case noire f2 · Fou blanc sur case blanche g2 · Roi blanc sur case noire g1 | Pion noir sur case blanche b7 · Roi noir sur case blanche f7 · Pion noir sur case blanche a6 · Pion noir sur case blanche c6 · Pion noir sur case noire d6 · Pion blanc sur case blanche f5 · Pion noir sur case blanche h5 · Pion blanc sur case blanche c4 · Pion noir sur case blanche e4 · Fou blanc sur case noire c3 · Dame noire sur case noire g3 · Pion blanc sur case blanche h3 · Pion blanc sur case blanche a2 · Pion blanc sur case noire b2 · Tour blanche sur case noire f2 · Fou blanc sur case blanche g2 · Roi blanc sur case noire g1 | Pion noir sur case blanche b7 · Roi noir sur case blanche f7 · Pion noir sur case blanche a6 · Pion noir sur case blanche c6 · Pion noir sur case noire d6 · Pion blanc sur case blanche f5 · Pion noir sur case blanche h5 · Pion blanc sur case blanche c4 · Pion noir sur case blanche e4 · Fou blanc sur case noire c3 · Dame noire sur case noire g3 · Pion blanc sur case blanche h3 · Pion blanc sur case blanche a2 · Pion blanc sur case noire b2 · Tour blanche sur case noire f2 · Fou blanc sur case blanche g2 · Roi blanc sur case noire g1 | 3 |
| 2 | Pion noir sur case blanche b7 · Roi noir sur case blanche f7 · Pion noir sur case blanche a6 · Pion noir sur case blanche c6 · Pion noir sur case noire d6 · Pion blanc sur case blanche f5 · Pion noir sur case blanche h5 · Pion blanc sur case blanche c4 · Pion noir sur case blanche e4 · Fou blanc sur case noire c3 · Dame noire sur case noire g3 · Pion blanc sur case blanche h3 · Pion blanc sur case blanche a2 · Pion blanc sur case noire b2 · Tour blanche sur case noire f2 · Fou blanc sur case blanche g2 · Roi blanc sur case noire g1 | Pion noir sur case blanche b7 · Roi noir sur case blanche f7 · Pion noir sur case blanche a6 · Pion noir sur case blanche c6 · Pion noir sur case noire d6 · Pion blanc sur case blanche f5 · Pion noir sur case blanche h5 · Pion blanc sur case blanche c4 · Pion noir sur case blanche e4 · Fou blanc sur case noire c3 · Dame noire sur case noire g3 · Pion blanc sur case blanche h3 · Pion blanc sur case blanche a2 · Pion blanc sur case noire b2 · Tour blanche sur case noire f2 · Fou blanc sur case blanche g2 · Roi blanc sur case noire g1 | Pion noir sur case blanche b7 · Roi noir sur case blanche f7 · Pion noir sur case blanche a6 · Pion noir sur case blanche c6 · Pion noir sur case noire d6 · Pion blanc sur case blanche f5 · Pion noir sur case blanche h5 · Pion blanc sur case blanche c4 · Pion noir sur case blanche e4 · Fou blanc sur case noire c3 · Dame noire sur case noire g3 · Pion blanc sur case blanche h3 · Pion blanc sur case blanche a2 · Pion blanc sur case noire b2 · Tour blanche sur case noire f2 · Fou blanc sur case blanche g2 · Roi blanc sur case noire g1 | Pion noir sur case blanche b7 · Roi noir sur case blanche f7 · Pion noir sur case blanche a6 · Pion noir sur case blanche c6 · Pion noir sur case noire d6 · Pion blanc sur case blanche f5 · Pion noir sur case blanche h5 · Pion blanc sur case blanche c4 · Pion noir sur case blanche e4 · Fou blanc sur case noire c3 · Dame noire sur case noire g3 · Pion blanc sur case blanche h3 · Pion blanc sur case blanche a2 · Pion blanc sur case noire b2 · Tour blanche sur case noire f2 · Fou blanc sur case blanche g2 · Roi blanc sur case noire g1 | Pion noir sur case blanche b7 · Roi noir sur case blanche f7 · Pion noir sur case blanche a6 · Pion noir sur case blanche c6 · Pion noir sur case noire d6 · Pion blanc sur case blanche f5 · Pion noir sur case blanche h5 · Pion blanc sur case blanche c4 · Pion noir sur case blanche e4 · Fou blanc sur case noire c3 · Dame noire sur case noire g3 · Pion blanc sur case blanche h3 · Pion blanc sur case blanche a2 · Pion blanc sur case noire b2 · Tour blanche sur case noire f2 · Fou blanc sur case blanche g2 · Roi blanc sur case noire g1 | Pion noir sur case blanche b7 · Roi noir sur case blanche f7 · Pion noir sur case blanche a6 · Pion noir sur case blanche c6 · Pion noir sur case noire d6 · Pion blanc sur case blanche f5 · Pion noir sur case blanche h5 · Pion blanc sur case blanche c4 · Pion noir sur case blanche e4 · Fou blanc sur case noire c3 · Dame noire sur case noire g3 · Pion blanc sur case blanche h3 · Pion blanc sur case blanche a2 · Pion blanc sur case noire b2 · Tour blanche sur case noire f2 · Fou blanc sur case blanche g2 · Roi blanc sur case noire g1 | Pion noir sur case blanche b7 · Roi noir sur case blanche f7 · Pion noir sur case blanche a6 · Pion noir sur case blanche c6 · Pion noir sur case noire d6 · Pion blanc sur case blanche f5 · Pion noir sur case blanche h5 · Pion blanc sur case blanche c4 · Pion noir sur case blanche e4 · Fou blanc sur case noire c3 · Dame noire sur case noire g3 · Pion blanc sur case blanche h3 · Pion blanc sur case blanche a2 · Pion blanc sur case noire b2 · Tour blanche sur case noire f2 · Fou blanc sur case blanche g2 · Roi blanc sur case noire g1 | Pion noir sur case blanche b7 · Roi noir sur case blanche f7 · Pion noir sur case blanche a6 · Pion noir sur case blanche c6 · Pion noir sur case noire d6 · Pion blanc sur case blanche f5 · Pion noir sur case blanche h5 · Pion blanc sur case blanche c4 · Pion noir sur case blanche e4 · Fou blanc sur case noire c3 · Dame noire sur case noire g3 · Pion blanc sur case blanche h3 · Pion blanc sur case blanche a2 · Pion blanc sur case noire b2 · Tour blanche sur case noire f2 · Fou blanc sur case blanche g2 · Roi blanc sur case noire g1 | 2 |
| 1 | Pion noir sur case blanche b7 · Roi noir sur case blanche f7 · Pion noir sur case blanche a6 · Pion noir sur case blanche c6 · Pion noir sur case noire d6 · Pion blanc sur case blanche f5 · Pion noir sur case blanche h5 · Pion blanc sur case blanche c4 · Pion noir sur case blanche e4 · Fou blanc sur case noire c3 · Dame noire sur case noire g3 · Pion blanc sur case blanche h3 · Pion blanc sur case blanche a2 · Pion blanc sur case noire b2 · Tour blanche sur case noire f2 · Fou blanc sur case blanche g2 · Roi blanc sur case noire g1 | Pion noir sur case blanche b7 · Roi noir sur case blanche f7 · Pion noir sur case blanche a6 · Pion noir sur case blanche c6 · Pion noir sur case noire d6 · Pion blanc sur case blanche f5 · Pion noir sur case blanche h5 · Pion blanc sur case blanche c4 · Pion noir sur case blanche e4 · Fou blanc sur case noire c3 · Dame noire sur case noire g3 · Pion blanc sur case blanche h3 · Pion blanc sur case blanche a2 · Pion blanc sur case noire b2 · Tour blanche sur case noire f2 · Fou blanc sur case blanche g2 · Roi blanc sur case noire g1 | Pion noir sur case blanche b7 · Roi noir sur case blanche f7 · Pion noir sur case blanche a6 · Pion noir sur case blanche c6 · Pion noir sur case noire d6 · Pion blanc sur case blanche f5 · Pion noir sur case blanche h5 · Pion blanc sur case blanche c4 · Pion noir sur case blanche e4 · Fou blanc sur case noire c3 · Dame noire sur case noire g3 · Pion blanc sur case blanche h3 · Pion blanc sur case blanche a2 · Pion blanc sur case noire b2 · Tour blanche sur case noire f2 · Fou blanc sur case blanche g2 · Roi blanc sur case noire g1 | Pion noir sur case blanche b7 · Roi noir sur case blanche f7 · Pion noir sur case blanche a6 · Pion noir sur case blanche c6 · Pion noir sur case noire d6 · Pion blanc sur case blanche f5 · Pion noir sur case blanche h5 · Pion blanc sur case blanche c4 · Pion noir sur case blanche e4 · Fou blanc sur case noire c3 · Dame noire sur case noire g3 · Pion blanc sur case blanche h3 · Pion blanc sur case blanche a2 · Pion blanc sur case noire b2 · Tour blanche sur case noire f2 · Fou blanc sur case blanche g2 · Roi blanc sur case noire g1 | Pion noir sur case blanche b7 · Roi noir sur case blanche f7 · Pion noir sur case blanche a6 · Pion noir sur case blanche c6 · Pion noir sur case noire d6 · Pion blanc sur case blanche f5 · Pion noir sur case blanche h5 · Pion blanc sur case blanche c4 · Pion noir sur case blanche e4 · Fou blanc sur case noire c3 · Dame noire sur case noire g3 · Pion blanc sur case blanche h3 · Pion blanc sur case blanche a2 · Pion blanc sur case noire b2 · Tour blanche sur case noire f2 · Fou blanc sur case blanche g2 · Roi blanc sur case noire g1 | Pion noir sur case blanche b7 · Roi noir sur case blanche f7 · Pion noir sur case blanche a6 · Pion noir sur case blanche c6 · Pion noir sur case noire d6 · Pion blanc sur case blanche f5 · Pion noir sur case blanche h5 · Pion blanc sur case blanche c4 · Pion noir sur case blanche e4 · Fou blanc sur case noire c3 · Dame noire sur case noire g3 · Pion blanc sur case blanche h3 · Pion blanc sur case blanche a2 · Pion blanc sur case noire b2 · Tour blanche sur case noire f2 · Fou blanc sur case blanche g2 · Roi blanc sur case noire g1 | Pion noir sur case blanche b7 · Roi noir sur case blanche f7 · Pion noir sur case blanche a6 · Pion noir sur case blanche c6 · Pion noir sur case noire d6 · Pion blanc sur case blanche f5 · Pion noir sur case blanche h5 · Pion blanc sur case blanche c4 · Pion noir sur case blanche e4 · Fou blanc sur case noire c3 · Dame noire sur case noire g3 · Pion blanc sur case blanche h3 · Pion blanc sur case blanche a2 · Pion blanc sur case noire b2 · Tour blanche sur case noire f2 · Fou blanc sur case blanche g2 · Roi blanc sur case noire g1 | Pion noir sur case blanche b7 · Roi noir sur case blanche f7 · Pion noir sur case blanche a6 · Pion noir sur case blanche c6 · Pion noir sur case noire d6 · Pion blanc sur case blanche f5 · Pion noir sur case blanche h5 · Pion blanc sur case blanche c4 · Pion noir sur case blanche e4 · Fou blanc sur case noire c3 · Dame noire sur case noire g3 · Pion blanc sur case blanche h3 · Pion blanc sur case blanche a2 · Pion blanc sur case noire b2 · Tour blanche sur case noire f2 · Fou blanc sur case blanche g2 · Roi blanc sur case noire g1 | 1 |
|   | a | b | c | d | e | f | g | h |   |

1. e4 e5 2. Cf3 Cc6 3. Fb5 Cf6 4. 0-0 d6 5. d4 Fd7 6. Cc3 Fe7 7. Te1 exd4 8. Cxd4 0-0 9. Cf5 Fxf5 10. exf5 Cd7 11. Cd5 Ff6 12. c3 Cb6 13. Cxf6+ Dxf6 14. Dc2 a6 15. Ff1 Tfe8 16. Fd2 Ce5 17. c4 Dh4 18. Tac1 Cbd7 19. h3 Cf6 20. Te2 Te7 21. Tce1 Td7 22. Fc3 Tad8 23. Te3 Rf8 24. De2 Dg5 25. g4 h5 26. Fd2 Cc6 27. Tg3 Dh4 28. g5 Te8 29. gxf6 Txe2 30. fxg7+ Rg8 31. Txe2 Ce5 32. Rg2 f6 33. f4 Txg7 34. Txg7+ Rxg7 35. fxe5 fxe5 36. Tf2 Rf6 37. Rg1 c6 38. Fa5 Dg3+ 39. Fg2 e4 40. Fc3+ Rf7 (voir diagramme)
Arrivé à ce point, R. J. Kermeen « a fait clairement comprendre qu'il s'attendait à ce que j' abandonne, mais j'ai catégoriquement refusé de le faire et j'ai insisté pour qu'une adjudication ait lieu dans laquelle je réclamerais une partie nulle ».
L'adjudicateur a attribué la victoire aux Blancs. Un jugement en appel a déclaré la partie nulle. Cependant, dans l'attente de ce jugement, les deux adversaires ont continué à jouer :
|   | a | b | c | d | e | f | g | h |   |
| 8 | Roi noir sur case blanche e6 · Pion blanc sur case noire f6 · Pion noir sur case blanche d5 · Fou blanc sur case noire e5 · Tour blanche sur case blanche h5 · Pion noir sur case noire b4 · Pion noir sur case blanche e4 · Pion blanc sur case blanche b3 · Pion blanc sur case blanche h3 · Dame noire sur case noire d2 · Fou blanc sur case blanche g2 · Roi blanc sur case noire h2 | Roi noir sur case blanche e6 · Pion blanc sur case noire f6 · Pion noir sur case blanche d5 · Fou blanc sur case noire e5 · Tour blanche sur case blanche h5 · Pion noir sur case noire b4 · Pion noir sur case blanche e4 · Pion blanc sur case blanche b3 · Pion blanc sur case blanche h3 · Dame noire sur case noire d2 · Fou blanc sur case blanche g2 · Roi blanc sur case noire h2 | Roi noir sur case blanche e6 · Pion blanc sur case noire f6 · Pion noir sur case blanche d5 · Fou blanc sur case noire e5 · Tour blanche sur case blanche h5 · Pion noir sur case noire b4 · Pion noir sur case blanche e4 · Pion blanc sur case blanche b3 · Pion blanc sur case blanche h3 · Dame noire sur case noire d2 · Fou blanc sur case blanche g2 · Roi blanc sur case noire h2 | Roi noir sur case blanche e6 · Pion blanc sur case noire f6 · Pion noir sur case blanche d5 · Fou blanc sur case noire e5 · Tour blanche sur case blanche h5 · Pion noir sur case noire b4 · Pion noir sur case blanche e4 · Pion blanc sur case blanche b3 · Pion blanc sur case blanche h3 · Dame noire sur case noire d2 · Fou blanc sur case blanche g2 · Roi blanc sur case noire h2 | Roi noir sur case blanche e6 · Pion blanc sur case noire f6 · Pion noir sur case blanche d5 · Fou blanc sur case noire e5 · Tour blanche sur case blanche h5 · Pion noir sur case noire b4 · Pion noir sur case blanche e4 · Pion blanc sur case blanche b3 · Pion blanc sur case blanche h3 · Dame noire sur case noire d2 · Fou blanc sur case blanche g2 · Roi blanc sur case noire h2 | Roi noir sur case blanche e6 · Pion blanc sur case noire f6 · Pion noir sur case blanche d5 · Fou blanc sur case noire e5 · Tour blanche sur case blanche h5 · Pion noir sur case noire b4 · Pion noir sur case blanche e4 · Pion blanc sur case blanche b3 · Pion blanc sur case blanche h3 · Dame noire sur case noire d2 · Fou blanc sur case blanche g2 · Roi blanc sur case noire h2 | Roi noir sur case blanche e6 · Pion blanc sur case noire f6 · Pion noir sur case blanche d5 · Fou blanc sur case noire e5 · Tour blanche sur case blanche h5 · Pion noir sur case noire b4 · Pion noir sur case blanche e4 · Pion blanc sur case blanche b3 · Pion blanc sur case blanche h3 · Dame noire sur case noire d2 · Fou blanc sur case blanche g2 · Roi blanc sur case noire h2 | Roi noir sur case blanche e6 · Pion blanc sur case noire f6 · Pion noir sur case blanche d5 · Fou blanc sur case noire e5 · Tour blanche sur case blanche h5 · Pion noir sur case noire b4 · Pion noir sur case blanche e4 · Pion blanc sur case blanche b3 · Pion blanc sur case blanche h3 · Dame noire sur case noire d2 · Fou blanc sur case blanche g2 · Roi blanc sur case noire h2 | 8 |
| 7 | Roi noir sur case blanche e6 · Pion blanc sur case noire f6 · Pion noir sur case blanche d5 · Fou blanc sur case noire e5 · Tour blanche sur case blanche h5 · Pion noir sur case noire b4 · Pion noir sur case blanche e4 · Pion blanc sur case blanche b3 · Pion blanc sur case blanche h3 · Dame noire sur case noire d2 · Fou blanc sur case blanche g2 · Roi blanc sur case noire h2 | Roi noir sur case blanche e6 · Pion blanc sur case noire f6 · Pion noir sur case blanche d5 · Fou blanc sur case noire e5 · Tour blanche sur case blanche h5 · Pion noir sur case noire b4 · Pion noir sur case blanche e4 · Pion blanc sur case blanche b3 · Pion blanc sur case blanche h3 · Dame noire sur case noire d2 · Fou blanc sur case blanche g2 · Roi blanc sur case noire h2 | Roi noir sur case blanche e6 · Pion blanc sur case noire f6 · Pion noir sur case blanche d5 · Fou blanc sur case noire e5 · Tour blanche sur case blanche h5 · Pion noir sur case noire b4 · Pion noir sur case blanche e4 · Pion blanc sur case blanche b3 · Pion blanc sur case blanche h3 · Dame noire sur case noire d2 · Fou blanc sur case blanche g2 · Roi blanc sur case noire h2 | Roi noir sur case blanche e6 · Pion blanc sur case noire f6 · Pion noir sur case blanche d5 · Fou blanc sur case noire e5 · Tour blanche sur case blanche h5 · Pion noir sur case noire b4 · Pion noir sur case blanche e4 · Pion blanc sur case blanche b3 · Pion blanc sur case blanche h3 · Dame noire sur case noire d2 · Fou blanc sur case blanche g2 · Roi blanc sur case noire h2 | Roi noir sur case blanche e6 · Pion blanc sur case noire f6 · Pion noir sur case blanche d5 · Fou blanc sur case noire e5 · Tour blanche sur case blanche h5 · Pion noir sur case noire b4 · Pion noir sur case blanche e4 · Pion blanc sur case blanche b3 · Pion blanc sur case blanche h3 · Dame noire sur case noire d2 · Fou blanc sur case blanche g2 · Roi blanc sur case noire h2 | Roi noir sur case blanche e6 · Pion blanc sur case noire f6 · Pion noir sur case blanche d5 · Fou blanc sur case noire e5 · Tour blanche sur case blanche h5 · Pion noir sur case noire b4 · Pion noir sur case blanche e4 · Pion blanc sur case blanche b3 · Pion blanc sur case blanche h3 · Dame noire sur case noire d2 · Fou blanc sur case blanche g2 · Roi blanc sur case noire h2 | Roi noir sur case blanche e6 · Pion blanc sur case noire f6 · Pion noir sur case blanche d5 · Fou blanc sur case noire e5 · Tour blanche sur case blanche h5 · Pion noir sur case noire b4 · Pion noir sur case blanche e4 · Pion blanc sur case blanche b3 · Pion blanc sur case blanche h3 · Dame noire sur case noire d2 · Fou blanc sur case blanche g2 · Roi blanc sur case noire h2 | Roi noir sur case blanche e6 · Pion blanc sur case noire f6 · Pion noir sur case blanche d5 · Fou blanc sur case noire e5 · Tour blanche sur case blanche h5 · Pion noir sur case noire b4 · Pion noir sur case blanche e4 · Pion blanc sur case blanche b3 · Pion blanc sur case blanche h3 · Dame noire sur case noire d2 · Fou blanc sur case blanche g2 · Roi blanc sur case noire h2 | 7 |
| 6 | Roi noir sur case blanche e6 · Pion blanc sur case noire f6 · Pion noir sur case blanche d5 · Fou blanc sur case noire e5 · Tour blanche sur case blanche h5 · Pion noir sur case noire b4 · Pion noir sur case blanche e4 · Pion blanc sur case blanche b3 · Pion blanc sur case blanche h3 · Dame noire sur case noire d2 · Fou blanc sur case blanche g2 · Roi blanc sur case noire h2 | Roi noir sur case blanche e6 · Pion blanc sur case noire f6 · Pion noir sur case blanche d5 · Fou blanc sur case noire e5 · Tour blanche sur case blanche h5 · Pion noir sur case noire b4 · Pion noir sur case blanche e4 · Pion blanc sur case blanche b3 · Pion blanc sur case blanche h3 · Dame noire sur case noire d2 · Fou blanc sur case blanche g2 · Roi blanc sur case noire h2 | Roi noir sur case blanche e6 · Pion blanc sur case noire f6 · Pion noir sur case blanche d5 · Fou blanc sur case noire e5 · Tour blanche sur case blanche h5 · Pion noir sur case noire b4 · Pion noir sur case blanche e4 · Pion blanc sur case blanche b3 · Pion blanc sur case blanche h3 · Dame noire sur case noire d2 · Fou blanc sur case blanche g2 · Roi blanc sur case noire h2 | Roi noir sur case blanche e6 · Pion blanc sur case noire f6 · Pion noir sur case blanche d5 · Fou blanc sur case noire e5 · Tour blanche sur case blanche h5 · Pion noir sur case noire b4 · Pion noir sur case blanche e4 · Pion blanc sur case blanche b3 · Pion blanc sur case blanche h3 · Dame noire sur case noire d2 · Fou blanc sur case blanche g2 · Roi blanc sur case noire h2 | Roi noir sur case blanche e6 · Pion blanc sur case noire f6 · Pion noir sur case blanche d5 · Fou blanc sur case noire e5 · Tour blanche sur case blanche h5 · Pion noir sur case noire b4 · Pion noir sur case blanche e4 · Pion blanc sur case blanche b3 · Pion blanc sur case blanche h3 · Dame noire sur case noire d2 · Fou blanc sur case blanche g2 · Roi blanc sur case noire h2 | Roi noir sur case blanche e6 · Pion blanc sur case noire f6 · Pion noir sur case blanche d5 · Fou blanc sur case noire e5 · Tour blanche sur case blanche h5 · Pion noir sur case noire b4 · Pion noir sur case blanche e4 · Pion blanc sur case blanche b3 · Pion blanc sur case blanche h3 · Dame noire sur case noire d2 · Fou blanc sur case blanche g2 · Roi blanc sur case noire h2 | Roi noir sur case blanche e6 · Pion blanc sur case noire f6 · Pion noir sur case blanche d5 · Fou blanc sur case noire e5 · Tour blanche sur case blanche h5 · Pion noir sur case noire b4 · Pion noir sur case blanche e4 · Pion blanc sur case blanche b3 · Pion blanc sur case blanche h3 · Dame noire sur case noire d2 · Fou blanc sur case blanche g2 · Roi blanc sur case noire h2 | Roi noir sur case blanche e6 · Pion blanc sur case noire f6 · Pion noir sur case blanche d5 · Fou blanc sur case noire e5 · Tour blanche sur case blanche h5 · Pion noir sur case noire b4 · Pion noir sur case blanche e4 · Pion blanc sur case blanche b3 · Pion blanc sur case blanche h3 · Dame noire sur case noire d2 · Fou blanc sur case blanche g2 · Roi blanc sur case noire h2 | 6 |
| 5 | Roi noir sur case blanche e6 · Pion blanc sur case noire f6 · Pion noir sur case blanche d5 · Fou blanc sur case noire e5 · Tour blanche sur case blanche h5 · Pion noir sur case noire b4 · Pion noir sur case blanche e4 · Pion blanc sur case blanche b3 · Pion blanc sur case blanche h3 · Dame noire sur case noire d2 · Fou blanc sur case blanche g2 · Roi blanc sur case noire h2 | Roi noir sur case blanche e6 · Pion blanc sur case noire f6 · Pion noir sur case blanche d5 · Fou blanc sur case noire e5 · Tour blanche sur case blanche h5 · Pion noir sur case noire b4 · Pion noir sur case blanche e4 · Pion blanc sur case blanche b3 · Pion blanc sur case blanche h3 · Dame noire sur case noire d2 · Fou blanc sur case blanche g2 · Roi blanc sur case noire h2 | Roi noir sur case blanche e6 · Pion blanc sur case noire f6 · Pion noir sur case blanche d5 · Fou blanc sur case noire e5 · Tour blanche sur case blanche h5 · Pion noir sur case noire b4 · Pion noir sur case blanche e4 · Pion blanc sur case blanche b3 · Pion blanc sur case blanche h3 · Dame noire sur case noire d2 · Fou blanc sur case blanche g2 · Roi blanc sur case noire h2 | Roi noir sur case blanche e6 · Pion blanc sur case noire f6 · Pion noir sur case blanche d5 · Fou blanc sur case noire e5 · Tour blanche sur case blanche h5 · Pion noir sur case noire b4 · Pion noir sur case blanche e4 · Pion blanc sur case blanche b3 · Pion blanc sur case blanche h3 · Dame noire sur case noire d2 · Fou blanc sur case blanche g2 · Roi blanc sur case noire h2 | Roi noir sur case blanche e6 · Pion blanc sur case noire f6 · Pion noir sur case blanche d5 · Fou blanc sur case noire e5 · Tour blanche sur case blanche h5 · Pion noir sur case noire b4 · Pion noir sur case blanche e4 · Pion blanc sur case blanche b3 · Pion blanc sur case blanche h3 · Dame noire sur case noire d2 · Fou blanc sur case blanche g2 · Roi blanc sur case noire h2 | Roi noir sur case blanche e6 · Pion blanc sur case noire f6 · Pion noir sur case blanche d5 · Fou blanc sur case noire e5 · Tour blanche sur case blanche h5 · Pion noir sur case noire b4 · Pion noir sur case blanche e4 · Pion blanc sur case blanche b3 · Pion blanc sur case blanche h3 · Dame noire sur case noire d2 · Fou blanc sur case blanche g2 · Roi blanc sur case noire h2 | Roi noir sur case blanche e6 · Pion blanc sur case noire f6 · Pion noir sur case blanche d5 · Fou blanc sur case noire e5 · Tour blanche sur case blanche h5 · Pion noir sur case noire b4 · Pion noir sur case blanche e4 · Pion blanc sur case blanche b3 · Pion blanc sur case blanche h3 · Dame noire sur case noire d2 · Fou blanc sur case blanche g2 · Roi blanc sur case noire h2 | Roi noir sur case blanche e6 · Pion blanc sur case noire f6 · Pion noir sur case blanche d5 · Fou blanc sur case noire e5 · Tour blanche sur case blanche h5 · Pion noir sur case noire b4 · Pion noir sur case blanche e4 · Pion blanc sur case blanche b3 · Pion blanc sur case blanche h3 · Dame noire sur case noire d2 · Fou blanc sur case blanche g2 · Roi blanc sur case noire h2 | 5 |
| 4 | Roi noir sur case blanche e6 · Pion blanc sur case noire f6 · Pion noir sur case blanche d5 · Fou blanc sur case noire e5 · Tour blanche sur case blanche h5 · Pion noir sur case noire b4 · Pion noir sur case blanche e4 · Pion blanc sur case blanche b3 · Pion blanc sur case blanche h3 · Dame noire sur case noire d2 · Fou blanc sur case blanche g2 · Roi blanc sur case noire h2 | Roi noir sur case blanche e6 · Pion blanc sur case noire f6 · Pion noir sur case blanche d5 · Fou blanc sur case noire e5 · Tour blanche sur case blanche h5 · Pion noir sur case noire b4 · Pion noir sur case blanche e4 · Pion blanc sur case blanche b3 · Pion blanc sur case blanche h3 · Dame noire sur case noire d2 · Fou blanc sur case blanche g2 · Roi blanc sur case noire h2 | Roi noir sur case blanche e6 · Pion blanc sur case noire f6 · Pion noir sur case blanche d5 · Fou blanc sur case noire e5 · Tour blanche sur case blanche h5 · Pion noir sur case noire b4 · Pion noir sur case blanche e4 · Pion blanc sur case blanche b3 · Pion blanc sur case blanche h3 · Dame noire sur case noire d2 · Fou blanc sur case blanche g2 · Roi blanc sur case noire h2 | Roi noir sur case blanche e6 · Pion blanc sur case noire f6 · Pion noir sur case blanche d5 · Fou blanc sur case noire e5 · Tour blanche sur case blanche h5 · Pion noir sur case noire b4 · Pion noir sur case blanche e4 · Pion blanc sur case blanche b3 · Pion blanc sur case blanche h3 · Dame noire sur case noire d2 · Fou blanc sur case blanche g2 · Roi blanc sur case noire h2 | Roi noir sur case blanche e6 · Pion blanc sur case noire f6 · Pion noir sur case blanche d5 · Fou blanc sur case noire e5 · Tour blanche sur case blanche h5 · Pion noir sur case noire b4 · Pion noir sur case blanche e4 · Pion blanc sur case blanche b3 · Pion blanc sur case blanche h3 · Dame noire sur case noire d2 · Fou blanc sur case blanche g2 · Roi blanc sur case noire h2 | Roi noir sur case blanche e6 · Pion blanc sur case noire f6 · Pion noir sur case blanche d5 · Fou blanc sur case noire e5 · Tour blanche sur case blanche h5 · Pion noir sur case noire b4 · Pion noir sur case blanche e4 · Pion blanc sur case blanche b3 · Pion blanc sur case blanche h3 · Dame noire sur case noire d2 · Fou blanc sur case blanche g2 · Roi blanc sur case noire h2 | Roi noir sur case blanche e6 · Pion blanc sur case noire f6 · Pion noir sur case blanche d5 · Fou blanc sur case noire e5 · Tour blanche sur case blanche h5 · Pion noir sur case noire b4 · Pion noir sur case blanche e4 · Pion blanc sur case blanche b3 · Pion blanc sur case blanche h3 · Dame noire sur case noire d2 · Fou blanc sur case blanche g2 · Roi blanc sur case noire h2 | Roi noir sur case blanche e6 · Pion blanc sur case noire f6 · Pion noir sur case blanche d5 · Fou blanc sur case noire e5 · Tour blanche sur case blanche h5 · Pion noir sur case noire b4 · Pion noir sur case blanche e4 · Pion blanc sur case blanche b3 · Pion blanc sur case blanche h3 · Dame noire sur case noire d2 · Fou blanc sur case blanche g2 · Roi blanc sur case noire h2 | 4 |
| 3 | Roi noir sur case blanche e6 · Pion blanc sur case noire f6 · Pion noir sur case blanche d5 · Fou blanc sur case noire e5 · Tour blanche sur case blanche h5 · Pion noir sur case noire b4 · Pion noir sur case blanche e4 · Pion blanc sur case blanche b3 · Pion blanc sur case blanche h3 · Dame noire sur case noire d2 · Fou blanc sur case blanche g2 · Roi blanc sur case noire h2 | Roi noir sur case blanche e6 · Pion blanc sur case noire f6 · Pion noir sur case blanche d5 · Fou blanc sur case noire e5 · Tour blanche sur case blanche h5 · Pion noir sur case noire b4 · Pion noir sur case blanche e4 · Pion blanc sur case blanche b3 · Pion blanc sur case blanche h3 · Dame noire sur case noire d2 · Fou blanc sur case blanche g2 · Roi blanc sur case noire h2 | Roi noir sur case blanche e6 · Pion blanc sur case noire f6 · Pion noir sur case blanche d5 · Fou blanc sur case noire e5 · Tour blanche sur case blanche h5 · Pion noir sur case noire b4 · Pion noir sur case blanche e4 · Pion blanc sur case blanche b3 · Pion blanc sur case blanche h3 · Dame noire sur case noire d2 · Fou blanc sur case blanche g2 · Roi blanc sur case noire h2 | Roi noir sur case blanche e6 · Pion blanc sur case noire f6 · Pion noir sur case blanche d5 · Fou blanc sur case noire e5 · Tour blanche sur case blanche h5 · Pion noir sur case noire b4 · Pion noir sur case blanche e4 · Pion blanc sur case blanche b3 · Pion blanc sur case blanche h3 · Dame noire sur case noire d2 · Fou blanc sur case blanche g2 · Roi blanc sur case noire h2 | Roi noir sur case blanche e6 · Pion blanc sur case noire f6 · Pion noir sur case blanche d5 · Fou blanc sur case noire e5 · Tour blanche sur case blanche h5 · Pion noir sur case noire b4 · Pion noir sur case blanche e4 · Pion blanc sur case blanche b3 · Pion blanc sur case blanche h3 · Dame noire sur case noire d2 · Fou blanc sur case blanche g2 · Roi blanc sur case noire h2 | Roi noir sur case blanche e6 · Pion blanc sur case noire f6 · Pion noir sur case blanche d5 · Fou blanc sur case noire e5 · Tour blanche sur case blanche h5 · Pion noir sur case noire b4 · Pion noir sur case blanche e4 · Pion blanc sur case blanche b3 · Pion blanc sur case blanche h3 · Dame noire sur case noire d2 · Fou blanc sur case blanche g2 · Roi blanc sur case noire h2 | Roi noir sur case blanche e6 · Pion blanc sur case noire f6 · Pion noir sur case blanche d5 · Fou blanc sur case noire e5 · Tour blanche sur case blanche h5 · Pion noir sur case noire b4 · Pion noir sur case blanche e4 · Pion blanc sur case blanche b3 · Pion blanc sur case blanche h3 · Dame noire sur case noire d2 · Fou blanc sur case blanche g2 · Roi blanc sur case noire h2 | Roi noir sur case blanche e6 · Pion blanc sur case noire f6 · Pion noir sur case blanche d5 · Fou blanc sur case noire e5 · Tour blanche sur case blanche h5 · Pion noir sur case noire b4 · Pion noir sur case blanche e4 · Pion blanc sur case blanche b3 · Pion blanc sur case blanche h3 · Dame noire sur case noire d2 · Fou blanc sur case blanche g2 · Roi blanc sur case noire h2 | 3 |
| 2 | Roi noir sur case blanche e6 · Pion blanc sur case noire f6 · Pion noir sur case blanche d5 · Fou blanc sur case noire e5 · Tour blanche sur case blanche h5 · Pion noir sur case noire b4 · Pion noir sur case blanche e4 · Pion blanc sur case blanche b3 · Pion blanc sur case blanche h3 · Dame noire sur case noire d2 · Fou blanc sur case blanche g2 · Roi blanc sur case noire h2 | Roi noir sur case blanche e6 · Pion blanc sur case noire f6 · Pion noir sur case blanche d5 · Fou blanc sur case noire e5 · Tour blanche sur case blanche h5 · Pion noir sur case noire b4 · Pion noir sur case blanche e4 · Pion blanc sur case blanche b3 · Pion blanc sur case blanche h3 · Dame noire sur case noire d2 · Fou blanc sur case blanche g2 · Roi blanc sur case noire h2 | Roi noir sur case blanche e6 · Pion blanc sur case noire f6 · Pion noir sur case blanche d5 · Fou blanc sur case noire e5 · Tour blanche sur case blanche h5 · Pion noir sur case noire b4 · Pion noir sur case blanche e4 · Pion blanc sur case blanche b3 · Pion blanc sur case blanche h3 · Dame noire sur case noire d2 · Fou blanc sur case blanche g2 · Roi blanc sur case noire h2 | Roi noir sur case blanche e6 · Pion blanc sur case noire f6 · Pion noir sur case blanche d5 · Fou blanc sur case noire e5 · Tour blanche sur case blanche h5 · Pion noir sur case noire b4 · Pion noir sur case blanche e4 · Pion blanc sur case blanche b3 · Pion blanc sur case blanche h3 · Dame noire sur case noire d2 · Fou blanc sur case blanche g2 · Roi blanc sur case noire h2 | Roi noir sur case blanche e6 · Pion blanc sur case noire f6 · Pion noir sur case blanche d5 · Fou blanc sur case noire e5 · Tour blanche sur case blanche h5 · Pion noir sur case noire b4 · Pion noir sur case blanche e4 · Pion blanc sur case blanche b3 · Pion blanc sur case blanche h3 · Dame noire sur case noire d2 · Fou blanc sur case blanche g2 · Roi blanc sur case noire h2 | Roi noir sur case blanche e6 · Pion blanc sur case noire f6 · Pion noir sur case blanche d5 · Fou blanc sur case noire e5 · Tour blanche sur case blanche h5 · Pion noir sur case noire b4 · Pion noir sur case blanche e4 · Pion blanc sur case blanche b3 · Pion blanc sur case blanche h3 · Dame noire sur case noire d2 · Fou blanc sur case blanche g2 · Roi blanc sur case noire h2 | Roi noir sur case blanche e6 · Pion blanc sur case noire f6 · Pion noir sur case blanche d5 · Fou blanc sur case noire e5 · Tour blanche sur case blanche h5 · Pion noir sur case noire b4 · Pion noir sur case blanche e4 · Pion blanc sur case blanche b3 · Pion blanc sur case blanche h3 · Dame noire sur case noire d2 · Fou blanc sur case blanche g2 · Roi blanc sur case noire h2 | Roi noir sur case blanche e6 · Pion blanc sur case noire f6 · Pion noir sur case blanche d5 · Fou blanc sur case noire e5 · Tour blanche sur case blanche h5 · Pion noir sur case noire b4 · Pion noir sur case blanche e4 · Pion blanc sur case blanche b3 · Pion blanc sur case blanche h3 · Dame noire sur case noire d2 · Fou blanc sur case blanche g2 · Roi blanc sur case noire h2 | 2 |
| 1 | Roi noir sur case blanche e6 · Pion blanc sur case noire f6 · Pion noir sur case blanche d5 · Fou blanc sur case noire e5 · Tour blanche sur case blanche h5 · Pion noir sur case noire b4 · Pion noir sur case blanche e4 · Pion blanc sur case blanche b3 · Pion blanc sur case blanche h3 · Dame noire sur case noire d2 · Fou blanc sur case blanche g2 · Roi blanc sur case noire h2 | Roi noir sur case blanche e6 · Pion blanc sur case noire f6 · Pion noir sur case blanche d5 · Fou blanc sur case noire e5 · Tour blanche sur case blanche h5 · Pion noir sur case noire b4 · Pion noir sur case blanche e4 · Pion blanc sur case blanche b3 · Pion blanc sur case blanche h3 · Dame noire sur case noire d2 · Fou blanc sur case blanche g2 · Roi blanc sur case noire h2 | Roi noir sur case blanche e6 · Pion blanc sur case noire f6 · Pion noir sur case blanche d5 · Fou blanc sur case noire e5 · Tour blanche sur case blanche h5 · Pion noir sur case noire b4 · Pion noir sur case blanche e4 · Pion blanc sur case blanche b3 · Pion blanc sur case blanche h3 · Dame noire sur case noire d2 · Fou blanc sur case blanche g2 · Roi blanc sur case noire h2 | Roi noir sur case blanche e6 · Pion blanc sur case noire f6 · Pion noir sur case blanche d5 · Fou blanc sur case noire e5 · Tour blanche sur case blanche h5 · Pion noir sur case noire b4 · Pion noir sur case blanche e4 · Pion blanc sur case blanche b3 · Pion blanc sur case blanche h3 · Dame noire sur case noire d2 · Fou blanc sur case blanche g2 · Roi blanc sur case noire h2 | Roi noir sur case blanche e6 · Pion blanc sur case noire f6 · Pion noir sur case blanche d5 · Fou blanc sur case noire e5 · Tour blanche sur case blanche h5 · Pion noir sur case noire b4 · Pion noir sur case blanche e4 · Pion blanc sur case blanche b3 · Pion blanc sur case blanche h3 · Dame noire sur case noire d2 · Fou blanc sur case blanche g2 · Roi blanc sur case noire h2 | Roi noir sur case blanche e6 · Pion blanc sur case noire f6 · Pion noir sur case blanche d5 · Fou blanc sur case noire e5 · Tour blanche sur case blanche h5 · Pion noir sur case noire b4 · Pion noir sur case blanche e4 · Pion blanc sur case blanche b3 · Pion blanc sur case blanche h3 · Dame noire sur case noire d2 · Fou blanc sur case blanche g2 · Roi blanc sur case noire h2 | Roi noir sur case blanche e6 · Pion blanc sur case noire f6 · Pion noir sur case blanche d5 · Fou blanc sur case noire e5 · Tour blanche sur case blanche h5 · Pion noir sur case noire b4 · Pion noir sur case blanche e4 · Pion blanc sur case blanche b3 · Pion blanc sur case blanche h3 · Dame noire sur case noire d2 · Fou blanc sur case blanche g2 · Roi blanc sur case noire h2 | Roi noir sur case blanche e6 · Pion blanc sur case noire f6 · Pion noir sur case blanche d5 · Fou blanc sur case noire e5 · Tour blanche sur case blanche h5 · Pion noir sur case noire b4 · Pion noir sur case blanche e4 · Pion blanc sur case blanche b3 · Pion blanc sur case blanche h3 · Dame noire sur case noire d2 · Fou blanc sur case blanche g2 · Roi blanc sur case noire h2 | 1 |
|   | a | b | c | d | e | f | g | h |   |

41. Te2 d5 42. cxd5 cxd5 43. Td2 De3+ 44. Rh1 Dc5 45. f6 b5 46. a3 a5 47. Td4 Dc6 (47...Rxf6?? 48. Txd5+ Dxc3 49. bxc3) 48. Td1 h4 49. Tf1 Dc4 50. Tf4 b4 51. axb4 axb4 52. Fe5 Dc5 53. Txh4 Re6 54. Th5 De3 55. Rh2 Dd2 56. b3 (voir diagramme) : la position finale est bien nulle.
Warburton commente : « je jette souvent un regard rétrospectif sur cette partie que je considère comme l’une des plus intéressantes de mes aventures échiquéennes ». « La leçon à retenir pour l’étudiant est qu’il ne faut pas accepter d’emblée sans réserve que la supériorité matérielle l’emporte toujours ».